# 南博德曼 (密歇根州)
南博德曼（英語：South Boardman）是位於美國密歇根州卡爾卡斯卡縣博德曼鎮區的一個普查規定居民點。

## 人口
根據2020年美國人口普查的數據，南博德曼的面積為8.64平方千米，當中陸地面積為8.53平方千米，而水域面積為0.11平方千米。當地共有人口509人，而人口密度為每平方千米58.91人。